# Libythea
A Libythea a rovarok (Insecta) osztályának a lepkék (Lepidoptera) rendjébe, ezen belül a tarkalepkefélék (Nymphalidae) családjába tartozó nem.

## Rendszerezés
A nemzetségbe az alábbi 10 faj tartozik (meglehet, hogy a lista hiányos):
- Libythea ancoata Grose-Smith, 1891
- csőröslepke (Libythea celtis) (Fuessly, 1782) - típusfaj
- Libythea cinyras Trimen, 1866
- Libythea collenettei Poulton & Riley, 1928
- Libythea geoffroy Godart, 1824
- Libythea labdaca Westwood & Hewitson, 1851
- Libythea lepita Moore, 1857 - korábban azonosnak vélték a csőröslepkével
- Libythea myrrha Godart, 1819
- Libythea narina Godart, 1819
- Libythea tsiandava Grose-Smith, 1891

## Képek

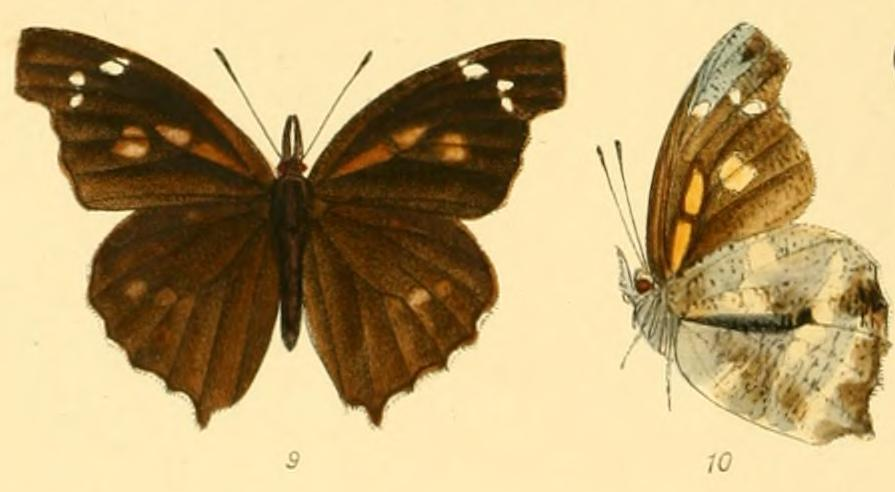
Libythea ancoata
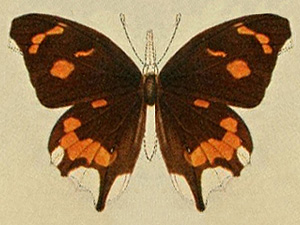
Libythea cinyras
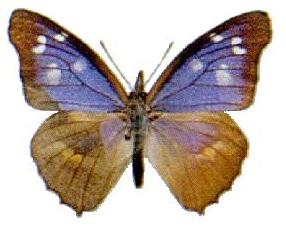
Libythea geoffroy
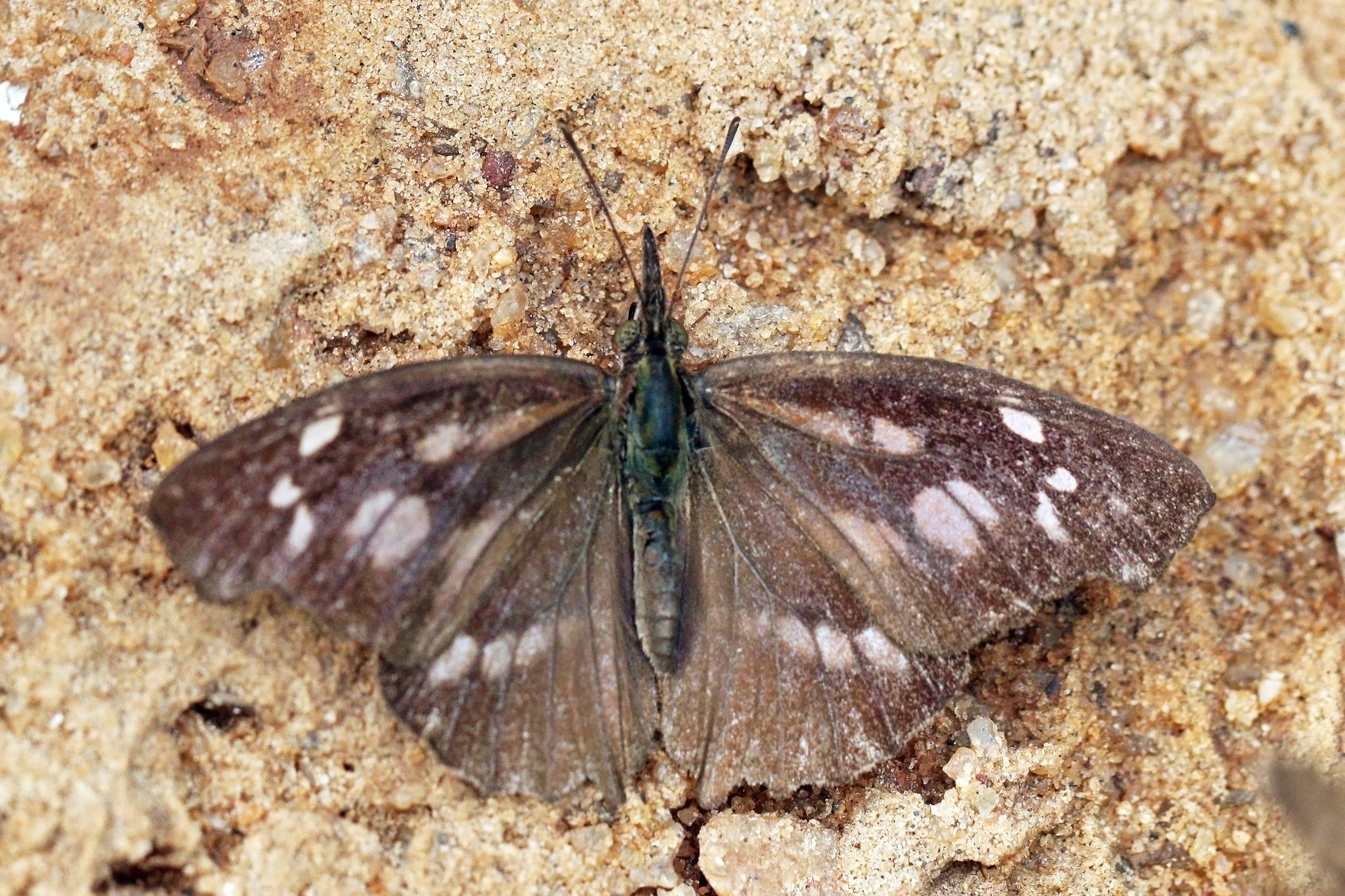
Libythea labdaca
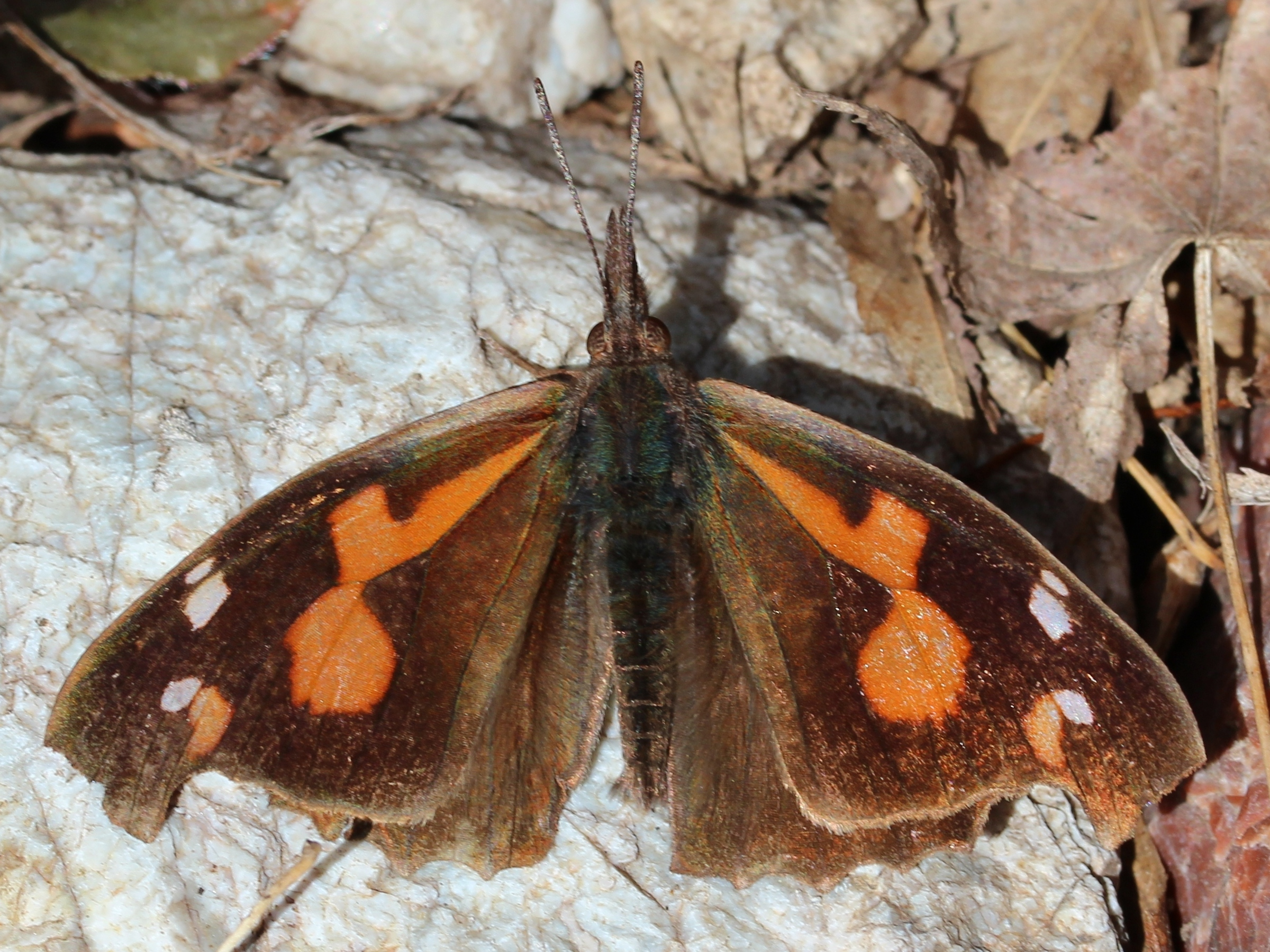
Libythea lepita
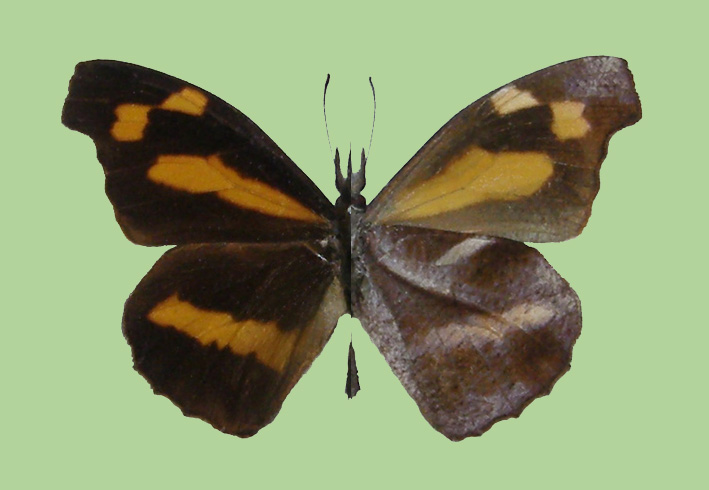
Libythea myrrha
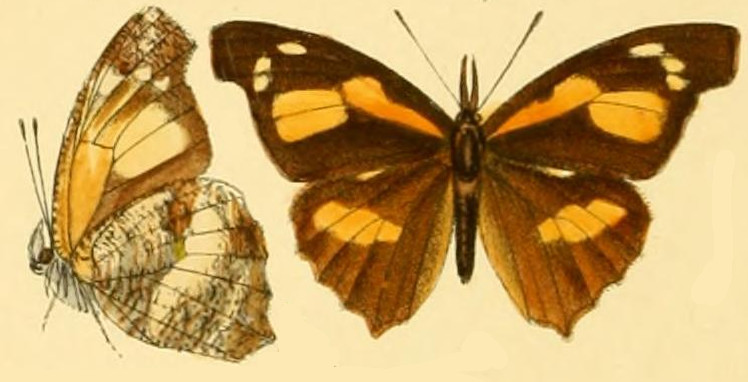
Libythea tsiandava

### Fordítás
- Ez a szócikk részben vagy egészben  a   Libythea című angol Wikipédia-szócikk ezen változatának fordításán alapul.  Az eredeti cikk szerkesztőit annak laptörténete sorolja fel. Ez a jelzés csupán a megfogalmazás eredetét és a szerzői jogokat jelzi, nem szolgál a cikkben szereplő információk forrásmegjelöléseként.